# Hans Jacobson
Hans Olov Dan Jacobson (Stockholm, 1947. március 17. – Handen, 1984. július 9.) olimpiai és világbajnok svéd párbajtőrvívó, világbajnoki ezüstérmes öttusázó.